# Мосжилстрой
Трест «Мосжилстрой» (Московский государственный ордена Ленина и ордена Трудового Красного Знамени строительный трест «Мосжилстрой», г. Москва) — строительная организация, существовавшая с 1923 года и до начала 2000-х гг.
Основана 12 декабря 1923 года как Государственная строительная контора «Мосстрой».
Переименована в трест «Мосжилстрой» по постановлению Президиума Мосгорисполкома и Моссовета от 08.05.1931, с подчинением вновь образованному Строительному управлению при Моссовете.
В 1954 г. трест «Мосжилстрой» вошёл в Главмосстрой.
Указом Президиума Верховного Совета СССР от 6 сентября 1947 года награждён орденом Трудового Красного Знамени. 
Указом Президиума Верховного Совета СССР от 1 февраля 1957 г. за успехи в строительстве жилых домов и объектов культурно-бытового назначения в Москве и постоянное наращивание производственных мощностей трест награждён орденом Ленина. Звания Героев Социалистического Труда были присвоены каменщику А. М. Гореву, старшему производителю работ И. Л . Лукьянову и управляющему трестом Е. Е. Никонову.
Постановлением Совета Министров — Правительства Российской Федерации от 30 августа 1993 г. N 916 трест передан в государственную собственность г. Москвы.
Определением Арбитражного суда г. Москвы от 3 мая 2001 года в отношении ГП Трест «Мосжилстрой» было возбуждено дело о признании его несостоятельным (банкротом). Дата ликвидации юридического лица — 07.05.2004.
Не следует путать «Мосжилстрой» с трестами «Мосжилгостстрой» и «Мосгорстрой».